# Monte Argento (Terni)
Il monte Argento è una collina situata a sud di Terni che assieme ad altri massicci montuosi circonda la Conca ternana.